# Ovan Varpan
Ovan Varpan (1617) eller Varpanbygden (1569) var den del av Stora Kopparbergs socken som låg norr om sjön Varpan. Den delades i sin tur i Österåbygden och Västeråbygden.